# Koranen
Koranen (fra arabisk: القرآن, al-qurʼān, “recitationen, oplæsningen“) er islams centrale religiøse tekst, som muslimer anser for at være Guds åbenbaringer, som de er overdraget til hans profet Muhammed. Religionen islams troslære, etik og retslære hviler på Koranen.
Koranen er ifølge traditionen blevet åbenbaret i brudstykker til Muhammed over mere end 22 år (609/610-632) via ærkeenglen Gabriel. Selve ordet koran viser tilbage til det arabiske ord qara'a, som betyder "at læse" eller "at recitere". Især det sidste er centralt, da Koranen i muslimske lande bliver reciteret og lyttet til mere end den bliver læst.
Koranen består af 114 kapitler (suraer). Den er parallelt hermed inddelt i 30 djuz, "dele", som ifølge muslimsk tradition blev samlet under kalifatet af den tredje historiske kalif, Uthman ibn Affan (644-656). Samlingen af Koranen skete på baggrund af forskellige nedskrevne notater samt mundtlige overleveringer.
Muhammed var analfabet, hvilket bruges som et argument for, at Koranens ord er sande og stammer fra Gud, da Muhammed ikke kan have læst sig til sin viden andetsteds. Koranen kan fortolkes, da dele af den er skrevet allegorisk, og muslimer anser Koranen for at være et så fuldkomment værk, at kun Gud er i stand til fuldt ud at forstå den.

## Koranens opdelinger
Koranen bliver oftest opdelt i vers, kapitler, afsnit og dele. Muslimer mener, at visse af disse opdelinger er guddommelige, hvorimod andre er skabt af mennesker for at gøre læsningen lettere.

### De forskellige opdelinger
- Ayat (vers): Koranen er opdelt i aya eller mirakler. En aya kan bestå af en komplet sætning, mere end en sætning eller kun en del af en sætning. Ifølge muslimerne opstod en aya ved Guds åbenbaring til profeten Muhammed, og formodes derfor ikke at have rødder i Muhammeds egen holdning eller nogle islamiske lærdes.

- Sura (sektion): En gruppe af aya er blevet erklæret som dannende en sura / surah. Suraer varierer i længde, den korteste af dem har kun tre ayaer hvor den længste har 286 ayaer. Der er 114 suraer i Koranen, nummereret fra 1 til 114. Sura betyder noget der er opdelt eller dækket til fra begge sider.

- Juz (del): Juz (også kaldt para i visse dele af Asien), er en opdeling af Koranen i 30 lige store dele. Dette blev gjort for at lette recitationen af hele Koranen i løbet af en måned. Hver juz er yderligere opdelt i en fjerdedel eller fire ruba[3].

- Hizb (gruppe): I henhold til denne gruppering, så er hver juz opdelt i to hizb, hvor hver hizb yderligere er opdelt i fjerdedele. Dette betyder at en juz har to hizb og otte hizb-fjerdedele eller sagt på en anden måde – hver juz-fjerdedel har to hizb-fjerdedele.

- Manzil (fase): Koranen er opdelt i tilnærmelsesvis syv lige store dele for at lette læsningen på syv dage. Hver af de syv dele kaldes en manzil eller fase. Manazil er flertal for faser.

Udover disse grupperinger findes der andre som ruku (sektion), grupper af sura, harf (antallet af bogstaver), kalima (ord), kufa-vers, basrah-vers, shami-vers. Mange af disse er ikke anerkendt blandt de fleste og er oftest specificeret til en skoleretning. Således ses de ikke i de fleste tryk af Koranen.

## Stilistiske træk
Suraerne klassificeres efter deres affatningssted som enten mekkanske eller medinensiske, afhængigt af om de er fremkommet, medens Muhammed endnu boede i Mekka, eller efter at han udvandrede til Medina. Suraerne fra Mekka er kendetegnet ved, at de er poetisk skrevne og blandt andet omhandler skildringer af paradis og helvede, islams radikale monoteisme samt fortællinger om profeterne. Suraerne fra Medina er typisk længere og indeholder blandt andet anvisninger om, hvordan man bør leve sit liv som rettroende muslim. Desuden findes der her love og moralske bud samt adskillige fortællinger vedrørende profeterne og betydningsfulde slag med andre arabiske stammer. Forskellen skyldes primært, at Muhammed i Medina får en rolle som samfundsopbygger og statsmand, der også indstifter detaljerede love og forordninger.
Især de sene suraer rummer mange bratte skift fra det højpoetiske til praktiske forordninger og tugtende regler. Dette kan opfattes som en del af åbenbaringens guddommelige sprog eller kan fra en mere sekulær betragtning opfattes som et udslag af, at den skulle nedskrives og samles på kort tid.

## Tilblivelse

### Muslimsk tradition
Ifølge muslimsk tradition er Koranen reciteret af Muhammed, men nedskrevet af betroede personer i hans følge, da Muhammed selv var analfabet. Ifølge den klassiske muslimske overlevering verserede der i den første tid forskellige varianter af Koranen, men den tredje kalif, Uthman, indsamlede i 650 (18 år efter Muhammeds død) de eksisterende kopier af Koranen og sørgede for, at man lagde sig fast på én version. Samlingen og redigeringen af den kanoniserede version blev foretaget af fire lærde under ledelse af Muhammeds sekretær Zaid ibn Thabit. Denne version blev den fremtidige standard, mens de øvrige blev brændt. Ifølge den muslimske tradition er den resulterende Koran en fejlfri gengivelse af Guds vilje, fordi det var Guds vilje, at den bestemte version blev standarden.

### Vestlige studier
Den vestlige koranforskning indledtes i 1860, hvor den tyske orientalist Theodor Nöldekes store værk Geschichte des Korans ("Koranens historie") udkom. Inspireret af den nylige tyske bibelkritik betragtede Nöldeke Koranen som en menneskelig, historisk tekst, der var skrevet ned efter Muhammeds recitationer.
Der er ikke fuld enighed blandt vestlige koranforskere om tilblivelsen af Koranens samling og redaktion. Nogle forskere mener, at Koranen først er blevet kanoniseret efter 650, som den muslimske tradition tilsiger. Således viser Koranfragmenter, som er blevet fundet i den store moské i Sanaa i Yemen i 1972 under et restaureringsarbejde ledet af den tyske forsker Gerd-Rüdiger Puin, en række små variationer, også fra årene efter 650. Der er dog ret stor enighed om, at Koranen i sin nuværende udgave i alt væsentligt fandt sin endelige form i slutningen af 600-tallet.

## Fortolkning
I islamisk tradition er der forskellige fortolkninger af Koranen. Litteraturen om, hvordan Koranen skal forstås, er omfattende, og siden Muhammeds egen levetid har man diskuteret, hvordan bestemte passager præcist skal forstås og vægtes i forhold til hinanden. Selv en bogstavelig fortolkning rummer en del sproglige tvetydigheder, som igen afføder en række forskellige fortolkningsmuligheder.
Den islamiske tradition har lagt vægt på konteksten for det enkelte vers for bedre at kunne forstå versets betydning. Således er det et princip i fortolkningslitteraturen, at sene åbenbaringer annullerer tidligere, hvis de to er i modstrid med hinanden. Man kan altså finde vers og regler i Koranen, som ikke er gældende, fordi de er blevet annulleret af senere vers. Eksempelvis er straffen for at drikke alkohol flere gange blevet skærpet.
Da Koranens vers ofte er indforståede, gøres der i islamisk tradition ofte brug af andre tekster end Koranen til at forklare, hvad versene betyder. Det gælder ikke mindst siraen, som er en genre i islamisk litteratur, der beskriver Muhammeds liv. I sirateksterne spørges Muhammed ofte om meningen med et koranvers, som han derpå udlægger. Siraen er også en kilde til oplysninger om, hvornår og ved hvilke lejligheder de forskellige koranvers er blevet åbenbaret. Koranen og siraen er dermed tæt forbundne, og siraen er en forløber for den koranfortolkning, der fra 900-tallet udviklede sig som en videnskabelig disciplin under navnet tafsir. 
Ligeledes eksisterer der mange enkelte hadither (korte fortællinger om Muhammeds handlinger), der rummer Muhammeds udlægning af bestemte vers. Koranen, siraen og hadith-litteraturen udgør dermed de tre vigtigste kilder til den islamiske religion.
I nyere tid mener nogle muslimske intellektuelle, f.eks. Tariq Ramadan og Aminah Tønnsen, at mange af Koranens budskaber ikke skal forstås bogstaveligt, men billedligt. Derved bliver de åbne for fortolkning, hvilket gør "Koranens budskab så rummeligt, at det kan efterleves til alle tider og under alle omstændigheder." (Aminah Tønnsen)
Den billedlige fortolkning kan illustreres med et eksempel: Koranen lærer, at der på den yderste dag vil foregå en opstandelse af de døde. Disse vil blive vakt til live og stige op af deres grave for at modtage deres dom (sura 50, 43-45 og sura 30,56-58). De vil enten blive dømt til paradis eller til helvede. Ifølge den bogstavelige fortolkning er helvede en fysisk straf med en fysisk pine. Ifølge den billedlige fortolkning er helvede noget åndeligt og personligt, og fortolkningen vender sig mod konkrete udmalinger af straffe i det hinsidige. Denne fortolkning svarer til den opfattelse, at det kun er sjælen (ånden), der opstår på den yderste dag, ikke legemet. Det fysiske legeme forbliver i graven.

## Forholdet til tidligere helligtekster: Toraen og Evangeliet
Koranen opfatter sig selv som et endeligt korrektiv til de to tidligere åbenbaringer, den jødiske Tora og det kristne Evangelium. Således lyder det: "Han har sendt Skriften med sandheden ned til dig til bekræftelse af det, der var før den. Han har sendt Toraen og Evangeliet ned." [K 3:3].
I Koranen beskrives Jesus som et menneske. Han omtales konsekvent som "Marias søn" og ikke som "Guds søn". Hermed markeres en distance til den kristne opfattelse af Jesus som guddommelig.

## Oversættelser
Koranen er skrevet på arabisk og læses normalt på dette sprog. Ifølge muslimer er oversættelser af Koranen ikke lige så gyldige eller hellige som udgaven på originalsproget (kilde). En oversættelse betragtes ikke som en egentlig Koran, men som en fortolkning af Koranen.

### Danske oversættelser
Koranen er i sin helhed oversat til dansk fem gange.
1. Første oversættelse blev foretaget af ahmadiyya-muslimen Abdus Salaam Madsen og er fra 1967 (ISBN 87-21-01595-3, ISBN 1-85372-034-8).
2. Den anden danske oversættelse er fra 2006 og oversat af Ellen Wulff, som er mag. art. i filologi med arabisk som hovedfag og hebraisk og aramæisk som bifag. Hun er fra Københavns Universitet og Ph.d. i moderne arabisk sprog og litteratur fra Københavns Universitet 1998 (ISBN 87-91393-95-7).[9] Ifølge Mogens Müller er sproget 'klart og mundret og stillejet passende "bibelsk"'.[10]
3. Den tredje oversættelse er fra 2009 af Kåre Bluitgen og har titlen Koranen kommenteret. (ISBN 978-87-991704-4-9). Denne oversættelse, der er suppleret med kommentarer, er dog ikke oversat fra den arabiske original, men via andre sprog, især engelsk.[11]
4. Den fjerde oversættelse er fra 2014 af Abdullah Simsek og har titlen Koranen på Dansk (ISBN 978-87-997275-0-6), og er udgivet af Dansk Tyrkisk Islamisk Stiftelse
5. Den femte oversættelse er fra 2015 af Amer Majid og har titlen Den Klare Koran (ISBN 978-87-993484-8-0). Den er kun udkommet som E-bog. Dele af den udkom desuden som lydbog, indtalt af Isam Bachiri (ISBN 978-87-993484-4-2).

Desuden findes:
- Koranens hjerte - Sûra yâ-sîn og andre udvalgte passager fra Koranen, 79 sider, Islamisk Studiebogssamling, 1994.(ISBN 8789285069). Koranen i uddrag på dansk v. Aminah Tønnsen (også kendt under navnet Aminah Echammari).
- Den gavmilde Qur'an: en fremlægning af de tre første suraer, 109 sider, Havens Forlag, 2005. Oversættelse af Jakob Werdelin, Abdassamad Clarke og Suád Østergaard. (ISBN 87-990223-0-3).
- Koranen i udvalg ved Finn Hvidberg-Hansen (ISBN 87-7763-146-3), hvor Koranens mange gentagelser er fjernet, og teksten er ordnet efter tema, så den er nemmere at læse for ikke-muslimer.
- Kåre Bluitgens Koranen og profeten Muhammeds liv (ISBN 87-638-0049-7) fra 2006, der er en samlet letlæselig genfortælling af Koranen kombineret med en Muhammedbiografi
- Kåre Bluitgens Koranen gendigtet (ISBN 978-87-11-43454-3), hvor de muslimske lærdes fortolkninger af Koranen er indskrevet, så Koranen fremstår som en fortløbende prosafortælling. Bluitgens udgivelse bygger på en oversættelse af primært engelsk oversatte korantekster.